# Argumento de ilusión

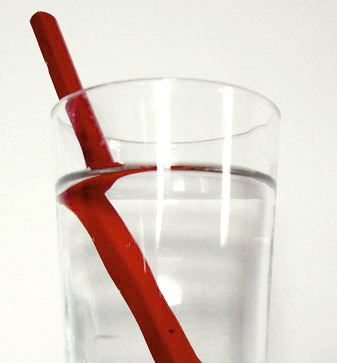
Un lápiz parcialmente sumergido en un vaso de agua proporciona un ejemplo sencillo de ilusión natural.

El argumento de ilusión, en filosofía de la percepción, es un argumento a favor de la tesis de que sólo percibimos datos de los sentidos. Se presenta como una crítica al realismo directo y se basa en las ilusiones naturales más comunes.
El argumento de la ilusión fue defendido inicialmente por Alfred Jules Ayer y ha sido debatido ampliamente en los contextos de la filosofía de la mente y la filosofía de la ciencia.

## Caso ejemplar del palo de Descartes
El caso del palo medio sumergido en agua, inicialmente planteado por Descartes, constituye un ejemplo clásico de ilusión natural: es un palo que parece recto pero cuando se sostiene bajo el agua parece doblarse y distorsionarse. Se sabe que el palo es recto y que su aparente flexibilidad es un efecto ligado a la percepción que se tiene de él a través del agua, pero, a pesar de todo, no se puede cambiar la imagen mental que se tiene del palo de que es curvo. Dado que el palo no está curvado, su apariencia puede describirse como una ilusión, pero esta ilusión no se distingue fundamentalmente de la percepción normal del objeto. En ambos casos, en lugar de percibir directamente el palo, percibimos una imagen de un palo compuesta por un conjunto de «datos de los sentidos». Esta representación mental no nos dice nada sobre las verdaderas propiedades del palo, que permanecen inaccesibles a nuestros sentidos.

## Indistinguibilidad de la experiencia perceptiva verídica y la ilusión
El argumento de la ilusión se basa en la observación aparentemente trivial de que una experiencia verídica y una ilusión pueden ser similares en todos los aspectos, en el sentido de que el sujeto puede no saber en cuál de los dos estados se encuentra. De esto se deduce que las experiencias verídicas y las experiencias ilusorias son el mismo tipo de experiencia con el mismo tipo de objeto. Dado que las experiencias ilusorias tienen como objeto datos de los sentidos, el argumento concluye que cualquier experiencia perceptiva, ya sea verídica o ilusoria, tiene como objeto un conjunto de datos de los sentidos. Nuestros sentidos, por tanto, no nos pondrían en relación con el mundo tal como existe en sí mismo, sino sólo con representaciones o contenidos mentales.

## Críticas al argumento
El argumento de la ilusión ha sido objeto de numerosas críticas. Para los defensores de la teoría disyuntiva de la percepción (Hinton, John McDowell), el hecho de que no se pueda distinguir internamente entre una experiencia verídica y una ilusión no implica que las dos experiencias constituyan el mismo estado mental. Además, según ellos, no debemos aceptar la idea de que el objeto de una ilusión sea un objeto auténtico.